# Евстифейка-волк
«Евстифе́йка-волк» — российский мультфильм Елены Ужиновой и Олега Ужинова, снят в 2001 году по «Сказке деда Игната про волка Евстифейку» из повести Юрия Коваля «Полынные сказки». Входит в сборник «Мультипотам» (2001).

## Сюжет
Жили-были в полынных степях старик со старухой. И были у них кошка-судомоечка, собачка-пустолаечка, овечка-тихоня и коровушка Басуля. А рядом с ними в овраге жил голодный и злобный волк Евстифейка.
Однажды волк Евстифейка жутко проголодался и захотел съесть старуху, но старик прогнал его. А старуха тем временем испекла блинов и полезла в подпол за сметаной. Пока она искала сметану, голодный волк утащил кошку, собачку, овечку и съел их. К ним на помощь поспешил старик, волк и его съел. Старик и его питомцы стали играть и плясать в животе волка, порвали его и вышли наружу. Тут и старуха сметану принесла. Стали они есть блины. А Евстифейка пришёл попросить ниток, порванное брюхо зашить. И его блинами угостили.

## Создатели
- Режиссёры — Елена Ужинова, Олег Ужинов
- Сценаристы — Владимир Голованов, Елена Ужинова, Олег Ужинов
- Художник-постановщик — Елена Ужинова
- Звукорежиссёр — Андрей Коринский
- Аниматоры — Н. Гуров, Л. Ванбина, Денис Журавлёв, Елена Сичкарь, Олег Ужинов, Владислав Пономарёв, О. Баулина, Дмитрий Демидов
- Продюсеры — Александр Герасимов, Вячеслав Маясов
- Народные мелодии исполняет М. Горшков
- Текст от автора — Ольга Шорохова

## Награды и номинации
- 2002 — Приз жюри фестиваля Суздаль-2002 «за оригинальность решения фольклорной темы»[1]
- 2002 — Гран-при Международного фестиваля анимационных фильмов для детей «Анимаёвка» в Могилёве (Белоруссия)[2]
- 2002 — Четыре номинации на соискание Национальной Премии «Золотой Орёл» («Лучшая сценарная работа», «Лучший анимационный фильм», «Лучший продюсер», «Лучшая работа художника»)[3]
- 2001 — Гран-при за лучший анимационный фильм кинофестиваля «Окно в Европу» в Выборге

## Отзывы
Фильм получил высокую оценку Юрия Норштейна: «Вы знаете, что я объявил компьютеру классовую борьбу. Однако в данном случае я впервые увидел органичное сочетание руки художника и компьютера». Обсуждая творчество Юрия Коваля, Норштейн отметил, что «…в XXI веке были сделаны очень хорошие фильмы, например „Евстифейка-волк“, режиссёр Ужинов, они вместе с женой сделали. Это изумительный, замечательный фильм и он тоже стилево очень лёгкий, так как легка проза Коваля. Вот так, как у него живут животные, по своим законам».